# Confine tra Arabia Saudita e Kuwait
Il confine tra l'Arabia Saudita e il Kuwait ha una lunghezza di 221 km e parte dal triplice confine con l'Iraq a ovest fino alla costa del Golfo Persico a est.

## Descrizione
Il confine inizia ad ovest al triplice confine con l'Iraq sul Wadi Al-Batin; una linea retta di 90 km (55 m), leggermente inclinata a sud-est, procede verso est. Il confine poi vira verso sud attraverso una serie di linee irregolari, prima di girare bruscamente ad est, con una linea retta di 70 km (43 m) che corre verso la costa del Golfo.

## Storia

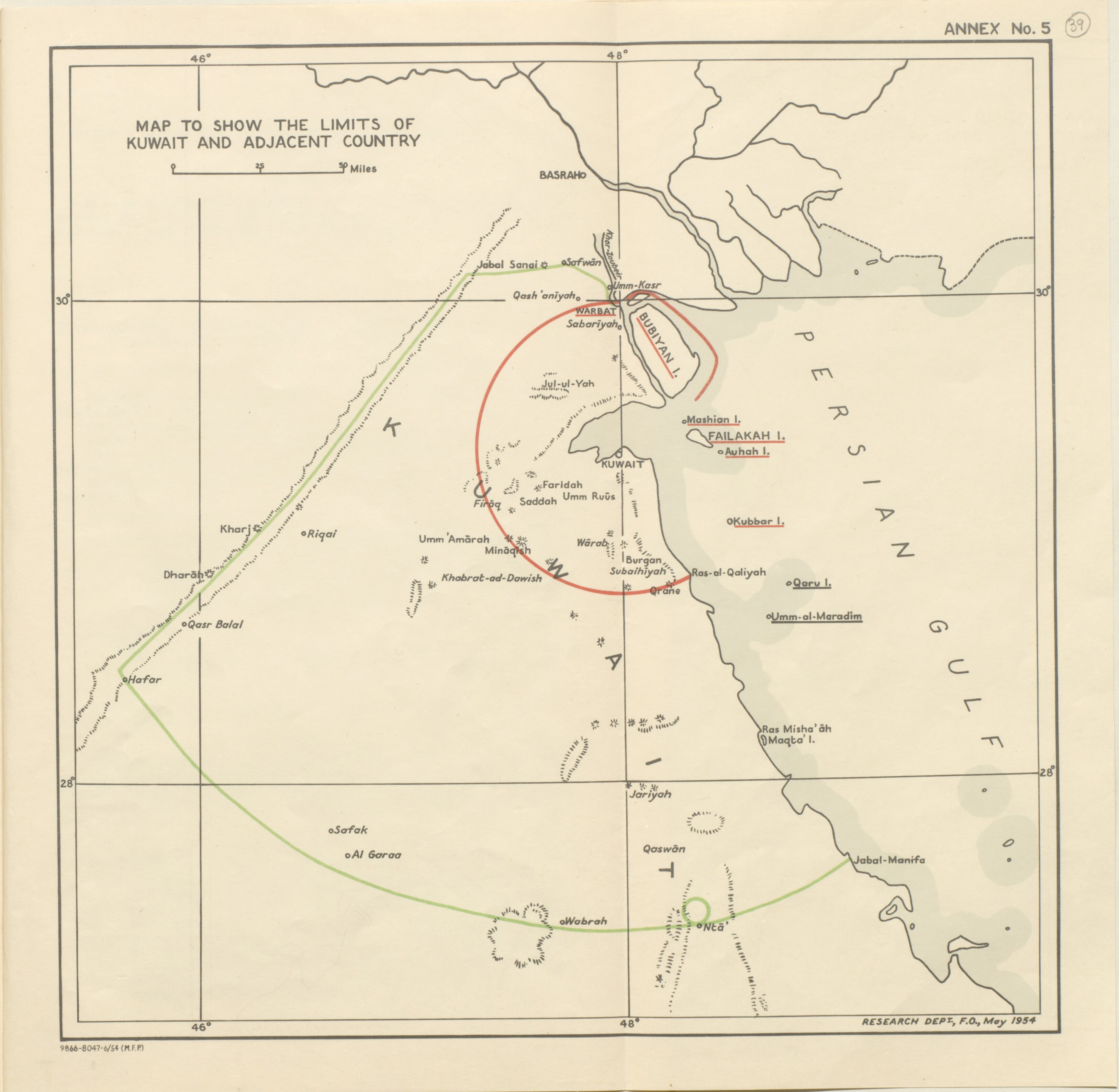
Mappa con i confini del cerchio rosso e del cerchio verde secondo la Convenzione anglo-ottomana del 1913

Storicamente non c'era un confine definito in modo chiaro in questa parte della penisola arabica. All'inizio del XX secolo l'Impero ottomano controllava quello che oggi è l'Iraq mentre Gran Bretagna controllava il Kuwait come protettorato, con l'interno di vari gruppi arabi vagamente organizzati che creavano occasionalmente emirati, il più importante dei quali era l'Emirato di Nejd e al-Ahsa' governato dalla famiglia al-Saud. La Gran Bretagna e l'Impero Ottomano divisero in linea teorica i loro sfere di influenza attraverso le cosiddette linee blu e linee viola nel 1913-14, con le quali gli ottomani riconobbero le rivendicazioni britanniche sul Kuwait, separato dalla Mesopotamia ottomana lungo il Wadi Al-Batin (la cosiddetta 'linea verde', vedi mappa a destra ).
Durante la prima guerra mondiale una rivolta araba, sostenuta dalla Gran Bretagna, riuscì a rimuovere gli ottomani dalla gran parte del Medio Oriente; nel periodo successivo Ibn Saud riuscì a espandere considerevolmente i suoi domini, proclamando infine il Regno dell'Arabia Saudita nel 1932. Ibn Saud rivendicò il Kuwait come parte del suo nuovo stato, tentando di annetterlo nel 1919, provocando la guerra Kuwait-Najd; quando l'azione fallì, istituì un blocco territoriale al Kuwait.
Nel dicembre 1922 Percy Cox, l'alto Commissario britannico nel mandato britannico dell'Iraq, si incontrò con Ibn Saud e firmò il Protocollo di Uqair, che finalizzò il confine dell'Arabia Saudita sia con il Kuwait che con l'Iraq. Il trattato ha anche creato una vasta zona neutrale saudita-kuwaitiana nel sud-est, dove entrambe le parti dovevano condividere gli stessi diritti in attesa di un ulteriore accordo. Quando in seguito fu scoperto il petrolio in questa zona, venne deciso di dividerlo nel 1965. La divisione fu ratificata nel 1969-70, e quel punto di confine tra Kuwait e Arabia Saudita venne finalizzato nella sua posizione attuale.
L'Iraq invase il Kuwait nel 1990, violando il confine tra Kuwait e Arabia Saudita nel 1991 durante la battaglia di Khafji durante la guerra del Golfo.

## Valichi di frontiera
I due principali valichi di frontiera sono a Salmi e Nuwaiseeb.